# Женская сборная Бермудских Островов по хоккею на траве
Женская сборная Бермуд по хоккею на траве — женская сборная по хоккею на траве, представляющая Бермуды на международной арене. Управляющим органом сборной выступает Федерация хоккея на траве Бермуд (англ. Bermuda Hockey Federation).

## Результаты выступлений

### Панамериканские игры
- 1987 — 7-е место
- 1991—2015 — не участвовали

### Панамериканский чемпионат
- 2001—2004 — не участвовали
- 2009 — 8-е место
- 2017 — не квалифицированы

### Игры Центральной Америки и Карибского бассейна
- 1986 — 7-е место
- 1990 — 5-е место
- 1993 — 6-е место[2]
- 1998 — 5-е место
- 2002 — 6-е место
- 2006 — 7-е место
- 2010 — 8-е место
- 2014 — 8-е место